# КК Каршијака баскет
КК Каршијака баскет (тур. Karşıyaka Basket) турски је кошаркашки клуб из Измира. Из спонзорских разлога пун назив клуба гласи Пинар Каршијака (тур. Pinar Karşıyaka). У сезони 2024/25. такмичи се у Првој лиги Турске и у ФИБА Лиги шампиона.

## Историја
СД Каршијака (тур. Karşıyaka Spor Kulübü) постоји још од 1912, а под његовим окриљем 1966. је основан и кошаркашки клуб. Осим периода од 1968. до 1974. када је играо у нижим ранговима, од оснивања је редован учесник Прве лиге Турске чији је првак био у сезонама 1986/87. и 2014/15. Године 2014. је коначно стигао и до првог трофеја у Купу Турске. Турско суперкуп такмичење, Куп Председника, освајао је у два наврата и то 1987. и 2014. године.
Када су европска такмичења у питању, најзапаженије резултате бележио је у Еврочеленџу. У овом такмичењу почев од 2010. године наступао је три сезоне заредом — у првој је стигао до четвртфинала, у другој испао у Топ 16 фази, а у трећем покушају (сез. 2012/13) коначно је стигао и до финала у коме је као домаћин поражен од стране руског клуба Краснаја Крила. У Еврокупу је највиши домет остварен у сезони 2014/15. и у питању је било четвртфинале.

## Успеси

### Национални
- Првенство Турске:
  - Првак (2): 1987, 2015.
  - Вицепрвак (2): 1984, 2023.

- Куп Турске:
  - Победник (1): 2014.
  - Финалиста (1): 2005.

- Куп Председника:
  - Победник (2): 1987, 2014.
  - Финалиста (1): 2015.

### Међународни
- Еврочеленџ:
  - Финалиста (1): 2013.

- ФИБА Лига шампиона:
  - Финалиста (1): 2021.

## Учинак у претходним сезонама
| Сез.     | Првенство Турске | Куп Турске   | Европско такмичење                        |
| -------- | ---------------- | ------------ | ----------------------------------------- |
| 2009/10. | Четвртфинале ПО  | Четвртфинале | —                                         |
| 2010/11. | Четвртфинале ПО  | —            | Еврочеленџ — Четвртфинале                 |
| 2011/12. | Четвртфинале ПО  | —            | Еврочеленџ — Топ 16                       |
| 2012/13. | Полуфинале ПО    | Четвртфинале | Еврочеленџ — Финалиста                    |
| 2013/14. | Полуфинале ПО    | Победник     | Еврокуп — Топ 32                          |
| 2014/15. | Првак            | Полуфинале   | Еврокуп — Четвртфинале                    |
| 2015/16. | Четвртфинале ПО  | Полуфинале   | Евролига — Топ 24 Еврокуп — Осмина финала |
| 2016/17. | 9. место         | Полуфинале   | ФИБА Лига шампиона — Четвртфинале         |
| 2017/18. | 10. место        | —            | ФИБА Лига шампиона — Четвртфинале         |
| 2018/19. | 11. место        | —            | ФИБА Куп Европе — Четвртфинале            |
| 2019/20. | прекинуто        | Четвртфинале | ФИБА Куп Европе (прекинуто)               |
| 2020/21. | Полуфинале ПО    | није игран   | ФИБА Лига шампиона — Финалиста            |
| 2021/22. | Четвртфинале ПО  | Четвртфинале | ФИБА Лига шампиона — Плеј-ин              |
| 2022/23. | Вицепрвак        | није игран   | ФИБА Лига шампиона — Плеј-ин              |
| 2023/24. | Полуфинале ПО    | Полуфинале   | ФИБА Лига шампиона — Топ 16               |
| 2024/25. | —                | Четвртфинале | ФИБА Лига шампиона — Плеј-ин              |

## Познатији играчи
- Фуркан Алдемир
- Естебан Батиста
- Керем Гонлум
- Хенри Домеркант
- Хуан Паласиос
- Маркус Слотер
- Јово Станојевић
- Мајер Четмен